# Teoria interesów grupowych
Teoria interesów grupowych (interest group theory)  lub teoria podporządkowania interesom prywatnym (capture theory) ma swoje korzenie w marksowskiej tezie o podporządkowaniu instytucji społecznych interesom klasy kapitalistów. Rozwinięcie teorii nastąpiło w okresie powojennym przez szkołę wyboru publicznego (public choice school) zapoczątkowana przez prace Downsa (1957), Olsona (1965) oraz Buchanana i Tullocka (1962). Zgodnie z teorią interesów grupowych działania państwa są wypadkową interesów poszczególnych jednostek czy grup. Nazwa teorii ma podkreślać fakt, iż politycy, którzy powinni być promotorami dobra publicznego niejednokrotnie poddają się  naciskom, stawiając je na dalszym planie.
Poszczególne grupy przyjmują zatem w tej teorii postać podmiotów społecznych, starających się poprzez swoje organizacje (np. związki zawodowe, partie polityczne itp.) zapewnić sobie korzystną z własnego punktu widzenia interwencję państwa.
Każda z tych grup może próbować wywierać wpływ na działania państwa w różnym zakresie:
- w sprawach dotyczących ogólnej polityki państwa, np. w kwestii stosowania bądź polityki ekspansywnej, bądź polityki restrykcyjnej, czy też wyboru narzędzi realizacji tej polityki, która może nieść za sobą różne następstwa dla różnych grup. Za tym rodzajem interwencji będą optowały większe grupy, mające możliwość zdobycia szerokiego poparcia społecznego w danej kwestii;
- w sprawach dotyczących zagadnień bardziej specyficznych, obejmujących interwencje selektywne (np. polityka regionalna lub sektorowa, ochrona wybranych sektorów gospodarki itp.).O podjęcie takich węższych działań będą zabiegały grupy mniejsze.

## Sposoby wpływania grup na władze państwowe
Grupy mogą wpływać na władze państwowe na wiele sposobów, takich jak "sprzedawanie" głosów, osobiste związki z politykami, promowanie swoich celów w publicznych kampaniach, uciekanie się do korupcji, oferowanie politykom i urzędnikom państwowym lukratywnych posad po zakończeniu służby publicznej.

## Teoria wyboru publicznego i nurt chicagowski
Wyróżnionych zostało wiele teorii interesów grupowych. Za najważniejsze uważa się: teorię wyboru publicznego i nurt chicagowski. Teorie te nie wywodzą się jednak z nauk politycznych, ani z marksizmu. Ponadto, mimo wielu podobieństw do teorii interesów grupowych, posługują się one różną metodologią i innymi sposobami modelowania. Z tego względu należy je uznać, za zupełnie odrębne nurty we współczesnej ekonomii.